# Rimator
Rimator – rodzaj ptaków z rodziny dżunglaków (Pellorneidae).

## Zasięg występowania
Rodzaj obejmuje gatunki występujące w orientalnej Azji.

## Morfologia
Długość ciała 11–19 cm; masa ciała 18–21 g.

## Systematyka

### Etymologia
- Rimator: łac. rimator, rimatoris „badacz”, od rimari „badać”[6].
- Jabouilleia: Pierre Charles Edmond Jabouille (1875–1947), francuski administrator kolonialny w Indochinach w latach 1905–1932 i w Chinach w latach 1932–1933, ornitolog, redaktor „L’Oiseau”[7]. Gatunek typowy: Rimator danjoui Robinson & Kloss, 1919.

### Podział systematyczny
Do rodzaju należą następujące gatunki:
- Rimator malacoptilus Blyth, 1847 – sierpotymalek cienkodzioby
- Rimator naungmungensis (Rappole, Renner, Nay Myo Shwe & Sweet, 2005) – sierpotymalek długodzioby
- Rimator albostriatus Salvadori, 1879 – sierpotymalek rdzaworzytny
- Rimator danjoui Robinson & Kloss, 1919 – sierpotymalek indochiński